# 锰铁矿
锰铁矿（英語：Jacobsite）是一種錳鐵氧化物礦物。 屬尖晶石礦物族，與磁鐵礦形成固溶體系列。 化學式為 (Mn,Mg)Fe2O4 , 若処于氧化態和具取代粒子，其化學式為(Mn2+,Fe2+,Mg)(Fe3+,Mn3+)2O4 .

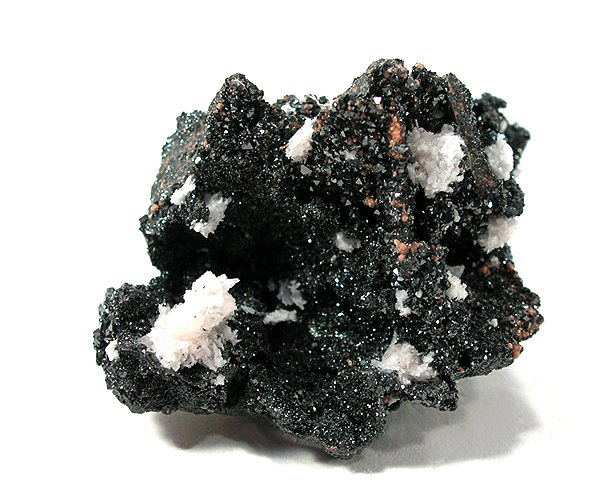
锰铁矿《標本地點：南非北開普省，Kuruman, Kalahari 錳礦區，尺寸 3.8 x 3.5 x 3.2 厘米

锰铁矿是一種變質礦物，通常產於在含錳地層變質過程中，為變質的原生相礦物或經蝕變後的礦物。 典型的伴生礦物包括黑錳礦(hausmannite)、锰尖晶(Galaxite) 、褐錳礦、軟錳礦、锰铅矿(coronadite)、赤鐵礦 和 磁鐵礦。 它是一種亞鐵磁性物質，能被磁鐵弱吸引。
它於 1869 年首次被發現，並以瑞典 Värmland 菲利普斯塔德 Nordmark 的 Jakobsberg 礦命名。